# Emmanuelle Polack

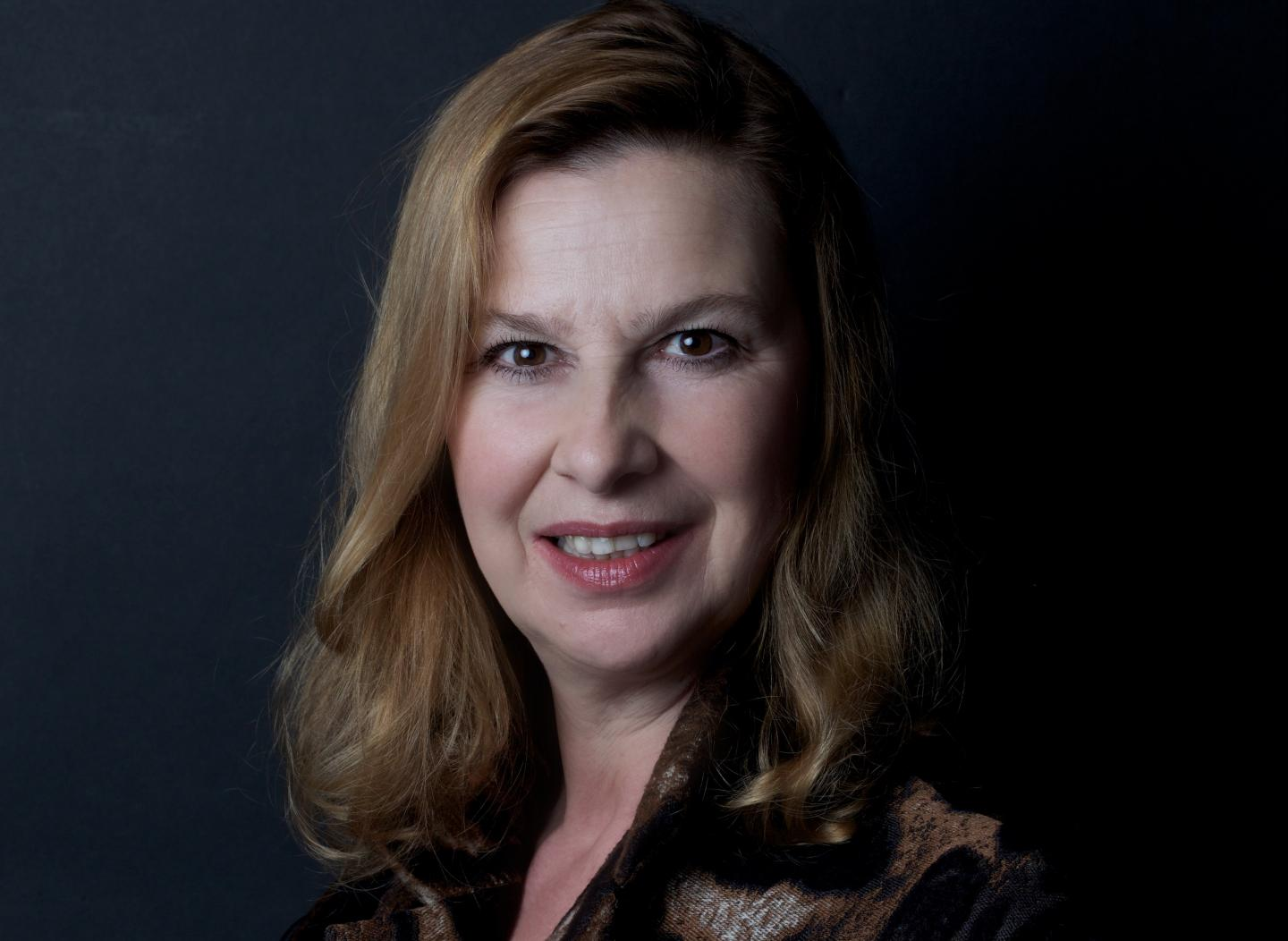
Emmanuelle Polack

Emmanuelle Polack (geboren 1965 in Paris) ist eine französische Kunsthistorikerin und Autorin.

## Leben
Emmanuelle Polack studierte Kunstgeschichte in Paris und Montreal. Sie arbeitete als Assistentin im Musée des Monuments français und ist seit 2012 am Institut national d'histoire de l'art (INHA) in Paris beschäftigt. Sie forscht über den deutschen Kunstraub in  Frankreich während der deutschen Besatzung 1940 bis 1944 und erschloss Rose Vallands archivierte Tagebücher. 2017 kuratierte sie in Paris eine Ausstellung über den Kunsthandel in Frankreich während des Vichy-Regimes.
Polack schreibt auch Kinder- und Jugendbücher und verfasste das historische Szenario für einen Bildband über Sophie Scholl.

## Schriften (Auswahl)
- mit ORT-France: Artisans et paysans du Yiddishland, 1921–1938. Ausstellung im Musée d’art et d’histoire du Judaïsme. Somogy, Paris 2005.
- mit Catel Muller; Claire Bouilhac: Rose Valland : Capitaine beaux-arts. Comic. Éditions Dupuis, 2009.
- mit Emmanuel Cerisier: Rose Valland, l'espionne du musée du Jeu de Paume. Gulf Stream Éditeur, 2009.
- mit Philippe Dagen: Les carnets de Rose Valland : Le pillage des collections privées d'œuvres d'art en France durant la Seconde Guerre Mondiale. Fage Éditions, 2011.
- Les fresques de l'église Saint-Martin de Vic. Lancosme Éditeur, 2012.
- Le peintre, la danseuse, le nazi. In: LHistoire, 386, 2013.
- Kako le terrible : d'après un véritable fait divers qui eut lieu au Jardin des plantes de Paris en 1903. La Joie de lire, Genf 2013.
  - mit Barroux (Illustrationen): Kako, der Schreckliche. Übersetzung Babette Blume. mixtvision Mediengesellschaft, München 2015, ISBN 978-3-95854-017-0.
- mit Régis Hautière, Francis Laboutique, Pierre Wachs, Domnok: Sophie Scholl. Casterman, Paris 2014.
- „Ravalage“ at the Hôtel Drouot, or the art of obtaining a clean provenance for works stolen in France during the second world war. In: Looters, Smugglers, and Collectors : provenance research and the market. Verlag der Buchhandlung Walther König, Köln 2015, ISBN 978-3-86335-853-2, S. 35–44.
- Traces of Matisse’s Odalisque au tambourin during the Second World War. In: Pia Schölnberger, Sabine Loitfellner (Hrsg.): Bergung von Kulturgut im Nationalsozialismus. Wien 2016.
- Le marché de l’art sous l’Occupation, 1940–1944. Tallandier, Paris 2019.